# Carcelia tentans
Carcelia tentans là một loài ruồi trong họ Tachinidae.